# Bitwa pod Białaszewem
Bitwa pod Białaszewem – bitwa stoczona 31 marca 1863 roku pod Białaszewem pomiędzy oddziałem Józefa Ramotowskiego „Wawra” a wojskami rosyjskimi w czasie powstania styczniowego.
W końcu marca, po pięciu dniach forsownego marszu oddział Ramotowskiego, ścigany przez wojska carskie, znalazł się na terenie obecnego powiatu grajewskiego. 31 marca 1863 roku podczas postoju na folwarku Białaszewo Ramotowski zdecydował się przyjąć bitwę. Oddział Ramotowskiego został zaatakowany około godz. 9 przez wysłaną z Łomży kolumnę pod dowództwem esauła Łatwiejewa złożoną z roty pieszej oraz około 80 Kozaków a także i objeszczyków. Dzięki powstrzymującej impet nieprzyjaciela obronie dworu przez tylną straż Ramotowskiego udało się jego oddziałowi wycofać w porządku do lasu w kierunku Osowca. Powstańcy stracili 2 zabitych i 8 rannych, straty rosyjskie były wyższe. Po odejściu powstańców z Białaszewa zabudowania dworskie zostały przez wojska carskie splądrowane i spalone. Kilku zaś członków rodziny dziedzica Kaliksta Świderskiego oraz paru ludzi ze służby folwarcznej zostało zabitych. Sam dziedzic wraz z parobkami został dotkliwie pobity.
Na cmentarzu parafialnym w Białaszewie znajduje się żeliwny nagrobek Aspazji Świderskiej, zabitej w dworze przez Rosjan, zaś na terenie dawnego założenia dworskiego głaz upamiętniający poległych powstańców oraz mieszkańców majątku, wystawiony w 1933.